# Gleichenia elongata
Gleichenia elongata là một loài dương xỉ trong họ Gleicheniaceae. Loài này được Baker mô tả khoa học đầu tiên năm 1901.
Danh pháp khoa học của loài này chưa được làm sáng tỏ. 